# Tellina iris
Tellina iris är en musselart som beskrevs av Thomas Say 1822. Tellina iris ingår i släktet Tellina och familjen Tellinidae. Inga underarter finns listade i Catalogue of Life.